# Кладбище «Плато Плагги»
Кладбище «Плато Плагги» (англ. Plugge's Plateau Cemetery) — небольшое воинское кладбище комиссии Содружества наций по уходу за военными захоронениями расположенное в районе бухты Анзак, на Галлипольском полуострове. На нём покоятся останки солдат Антанты погибших в Дарданелльской операции.

## Исторический фон
25 апреля 1915 года австралийские и новозеландские части десантировались в секторе бухты Анзак. Позиция Плато Плагги была захвачена в день высадки частями 6-го и 11-го батальонов 3-й австралийской пехотной бригады и, позднее, получила своё название в честь командира оклендского пехотного батальона Новозеландских экспедиционных сил полковника Артура Плагги, чей штаб размещался в этом месте.
Позиция представляла собой небольшое плато треугольной формы, расположенное на вершине крутого холма, возвышавшегося на 100 метров над уровнем моря. В ходе военной кампании здесь пролегала внутренняя линия обороны АНЗАК, была артиллерийская батарея, был оборудован резервуар для воды. Штаб АНЗАК находился на западных склонах холма, в овраге ведущем к морю. Из-за присутствия артиллерии турки называли это место Коварная высота (Хаин-Тепе). 

## Описание
Самое маленькое кладбище в секторе АНЗАК имеет правильную прямоугольную форму, своим входом обращено на юго-запад. Расположено на северо-западной оконечности одноимённого плато, примерно в 700 метрах от дороги Эджеабат — Бигали. Путь к нему от дороги пролегает по узкой извилистой тропе по крутым склонам холма мимо кладбища «Шрапнельная долина».
На территории некрополя похоронен 21 военнослужащий, 12 из которых (9 австралийцев и 3 новозеландца) погибли в день высадки десанта. Ещё три могилы принадлежат артиллеристам, 2 новозеландских стрелка и наводчик австралийской полевой артиллерии. Пять захоронений не опознаны. Последний опознанный солдат погиб 30 мая 1915 года.
За восточной окраиной кладбища среди кустарника виднеются остатки траншей, наблюдательных постов, пулемётных гнёзд.